# Humilier

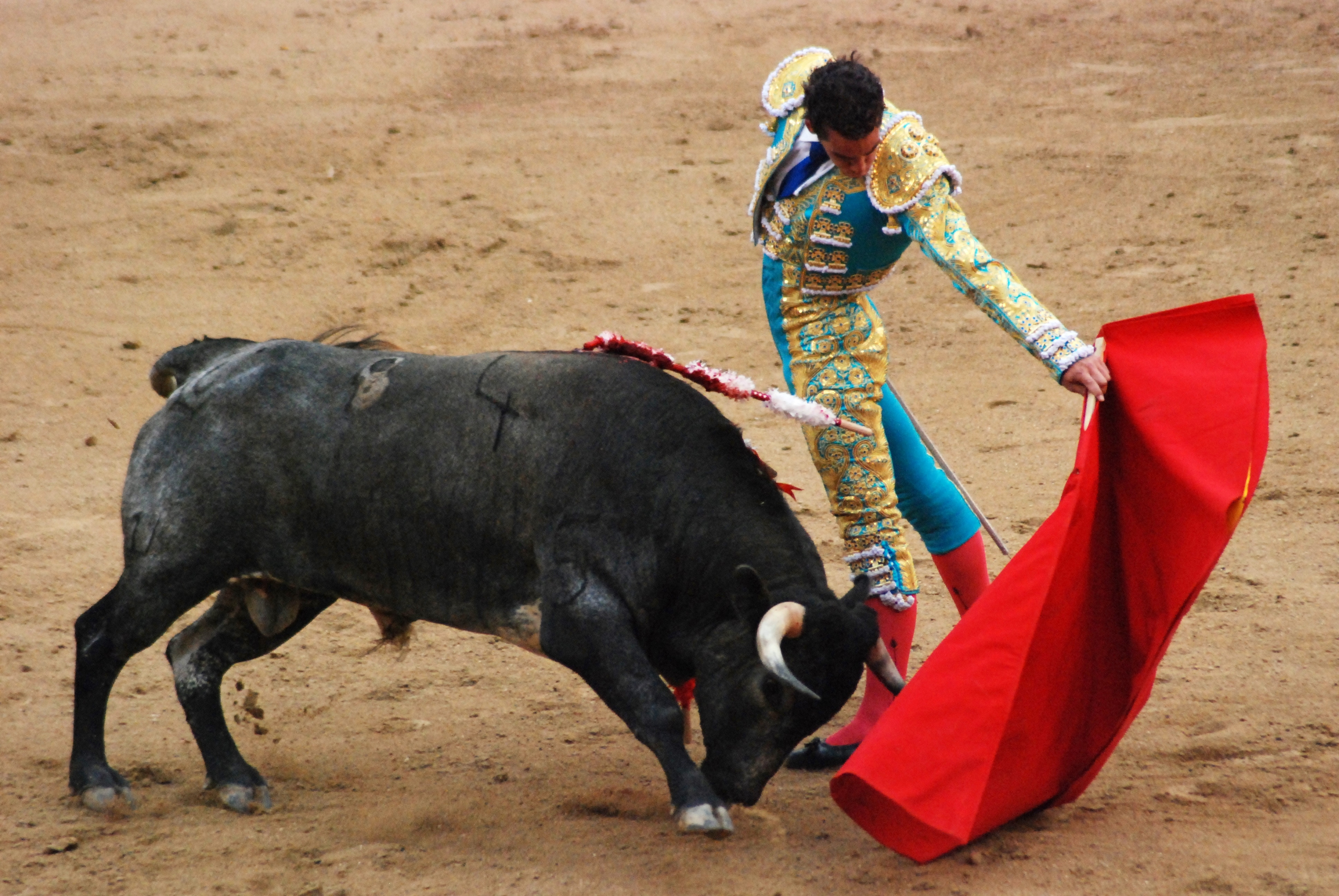
Le taureau humilie, signe de noblesse

Dans le monde de la tauromachie,   humilier désigne, pour un taureau de combat, l'action de baisser la tête et de mettre les cornes dans la  muleta, ce qui est un signe de noblesse. 

## Description
En tant que terme technique propre à la corrida, le mot ne peut pas être pris dans le sens premier du verbe espagnol humillar ou français « humilier », (connotation de mépris), puisqu'il s'agit de mettre en valeur les qualités de la caste de l'animal. Cette disposition de la bête oblige le torero à un certain nombre de précautions.

## Précautions à prendre
Le taureau qui baisse la tête par tempérament, parce qu'il est noble, doit être lidié[Quoi ?] avec délicatesse. Le torero doit veiller à ne pas accentuer outre mesure l'abaissement de la tête car l'animal risque de planter ses cornes dans le sable, ce qui provoque une culbute appelée vuelta de campana (« tour de cloche »). Cette culbute qui affaiblit l'animal, équivaut selon l'expression consacrée « à une bonne pique ». 
Cependant, en fin de faena, le torero doit avoir amené le taureau à baisser la tête suffisamment pour pouvoir pratiquer l'estocade, qui serait impossible  sur un animal gardant la tête haute.
La vuelta de campana du taureau noble n'est pas toujours provoquée par le matador. Il lui arrive parfois de faire cette « cabriole » de lui-même, au sortir du toril. Cela donne une figure de style très spectaculaire pour le public novice, plus inquiétante pour les aficionados en cela qu'elle affaiblit l'animal.